# 莊則孝
莊則孝（1560年—?），字虞卿，號翼菴，贯浙江嘉興府嘉善县，民籍，直隶松江府华亭县人。明朝政治人物。

## 生平
嘉善县学生。治《书经》。行七，三月二十日生。万历二十五年（1597年）丁酉科浙江乡试第十五名，二十六年戊戌科会试第二百七名，未殿试，年四十二，中式万历二十九年（1601年）辛丑科進士，初授兴化府推官，升南京工部主事，官至兵部車駕司郎中。

## 家族
曾祖庄肃，祖庄谦，父庄晔，嫡母沈氏，继母陈氏、朱氏，生母孙氏。永感下。兄芮、茹、则敬、崙、以莅、则忠。娶俞氏。